# 北海道道287号厚真浜厚真停車場線
北海道道287号厚真浜厚真停車場線（ほっかいどうどう287ごう あつまはまあつまていしゃじょうせん）は、北海道勇払郡厚真町内を結ぶ一般道道（北海道道）である。

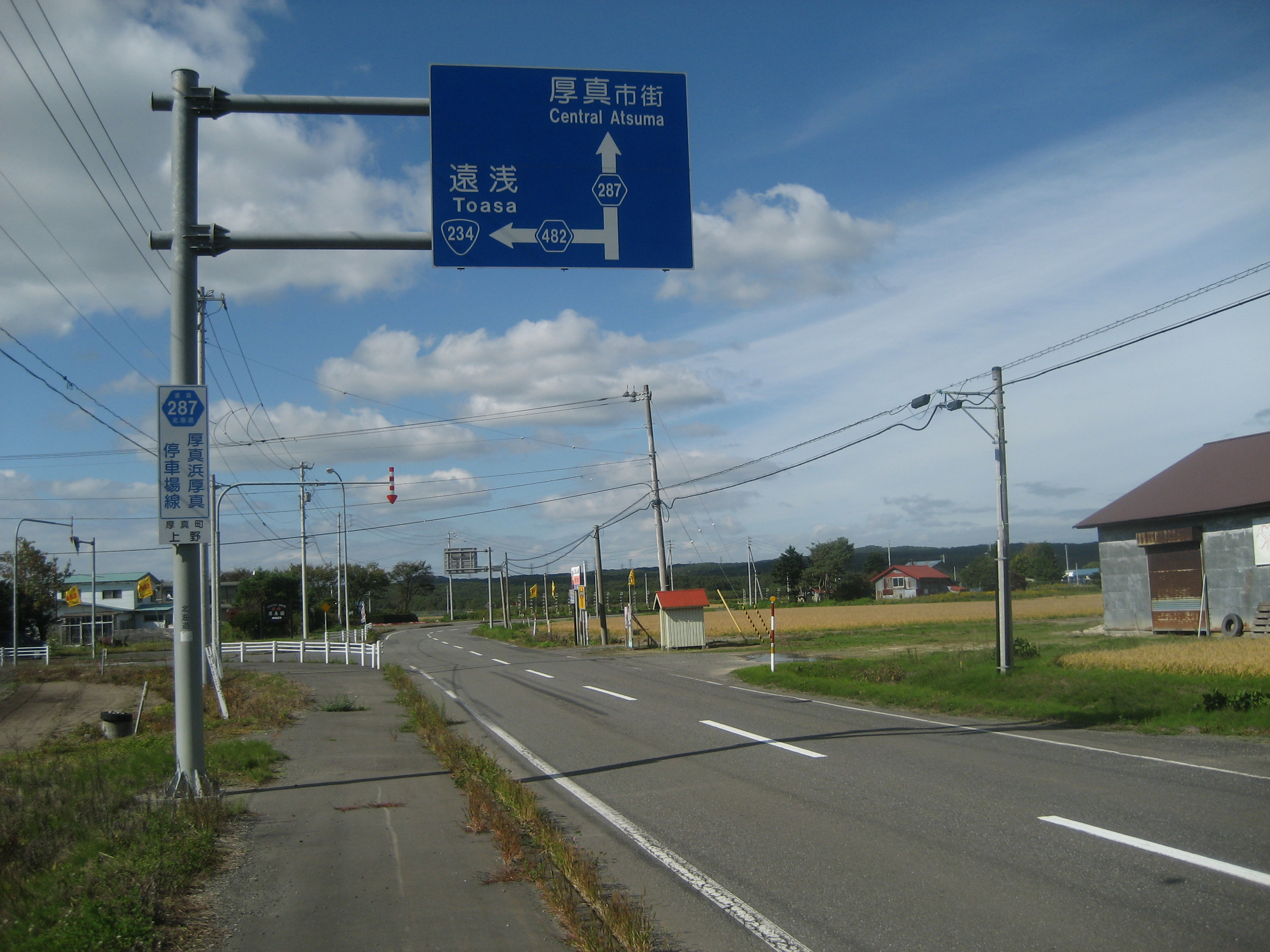
厚真町上野付近

## 概要

### 路線データ
- 起点：北海道勇払郡厚真町新町（北海道道10号千歳鵡川線交点）
- 終点：北海道勇払郡厚真町字浜厚真（JR北海道 日高本線 浜厚真駅）
- 総延長：15.439 km
- 実延長：13.632 km
- 重用延長：1.807 km

### 道路管理者
- 胆振総合振興局 室蘭建設管理部 苫小牧出張所

## 歴史
- 1957年（昭和32年）7月25日 - 238号として路線認定[1]。
- 1994年（平成6年）10月1日 - 路線番号を287号に変更[2]。

この路線の前身は、1944年（昭和19年）11月25日に認定された準地方費道151号厚真浜厚真停車場線である。

## 路線状況

### 重複区間
- 国道235号（厚真町字上厚真 - 厚真町字浜厚真）

### 道路施設

#### 主な橋梁
- 上厚真大橋（164 m、厚真川、厚真町字富野 - 厚真町字上厚真）

## 地理

### 通過する自治体
- 胆振総合振興局
  - 勇払郡厚真町

### 交差する道路
厚真町
- 北海道道10号千歳鵡川線 - 新町（起点）
- 北海道道482号豊川遠浅停車場線 - 字上野
- 北海道道924号富野軽舞線 - 字富野
- 北海道道1046号鵡川厚真線 - 字富野
- 北海道道259号上厚真苫小牧線 - 字上厚真
- 日高自動車道厚真IC - 字上厚真
- 国道235号 - 字上厚真、字浜厚真（重複）

### 沿線にある施設など
厚真町
- とまこまい広域農業協同組合（JAとまこまい広域）上厚真事業所 - 上厚真246
- 厚真町役場上厚真支所 - 上厚真219-1
- 上厚真郵便局 - 上厚真228-7
- 苫小牧警察署上厚真駐在所 - 上厚真251-11
- 胆振東部消防組合上厚真分遣所 - 上厚真244-11
- JR北海道 日高本線 浜厚真駅 - 浜厚真